# Pedro Lamy
José Pedro Mourão Nunes Lamy Viçoso, detto Pedro Lamy (Alenquer, 20 marzo 1972), è un pilota di Formula 1 portoghese, noto per essere stato il primo portoghese a segnare punti in campionato, in occasione del Gran Premio d'Australia 1995 per la Minardi.

## Carriera

### Le formule minori
Pedro Lamy era inizialmente interessato al mondo delle due ruote, tant'è che prese parte ad alcune gare di motocross. Successivamente passò ai kart e nel 1988 vinse il campionato portoghese; successo ripetuto l'anno seguente in Formula Ford. Con Domingos Piedade come manager, Lamy si trasferì alla Formula Opel Lotus e vinse il campionato al secondo tentativo, nel 1991.
Con l'aiuto del suo manager, Pedro si trasferì in Germania per correre nel campionato di Formula 3 tedesco. Firmò per il team di Willi Weber, e sconfisse Marco Werner nella lotta per il campionato 1992, vincendo il Marlboro Masters a Zandvoort e finendo al secondo posto nel Gran Premio di Macao.
Nel 1993 corse con il team Crypton Engenieering in Formula 3000 e finì secondo nella classifica finale, alle spalle di un altro futuro pilota di Formula 1, il francese Olivier Panis, sebbene avesse vinto nel circuito di Pau, considerato da molti più difficile di quello di Montecarlo.

### Formula 1
Durante lo stesso anno, Lamy ebbe l'opportunità di correre in Formula 1, sostituendo l'infortunato Alex Zanardi nel Scuderia Lotus. Non guadagnò alcun punto, ma ottenne la conferma per l'intera stagione 1994. Sfortunatamente, Lamy fu vittima di un grave incidente durante un test a Silverstone, subendo la frattura di entrambe le gambe e rimanendo costretto su una sedia a rotelle per circa un anno.
Dopo un'intensa terapia di riabilitazione fisica, firmò un contratto per correre per la seconda parte della stagione 1995 per la scuderia faentina Minardi, sostituendo Pierluigi Martini e  ottenendo l'unico punto della scuderia in quell'anno, nel Circuito di Adelaide, dopo avere regalato spettacolo con un duplice testacoda provocato dal gran caldo.
Lamy rimase con la Minardi anche la stagione successiva, ma la mancanza di risorse  significò una vettura poco implementata e competitiva. Il corridore portoghese chiuse la sua carriera in Formula 1 dopo 32 gran premi.

#### Risultati completi in Formula 1
| 1993 | Scuderia | Vettura |  |  |  |  |  |  |  |  |  |  |  |  |    |     |    |     |  | Punti | Pos. |
| ---- | -------- | ------- |  |  |  |  |  |  |  |  |  |  |  |  | -- | --- | -- | --- |  | ----- | ---- |
| 1993 | Lotus    | 107B    |  |  |  |  |  |  |  |  |  |  |  |  | 11 | Rit | 13 | Rit |  | 0     |      |

| 1994 | Scuderia | Vettura |    |   |     |    |  |  |  |  |  |  |  |  |  |  |  |  |  | Punti | Pos. |
| ---- | -------- | ------- | -- | - | --- | -- |  |  |  |  |  |  |  |  |  |  |  |  |  | ----- | ---- |
| 1994 | Lotus    | 107C    | 10 | 8 | Rit | 11 |  |  |  |  |  |  |  |  |  |  |  |  |  | 0     |      |

| 1995 | Scuderia | Vettura |  |  |  |  |  |  |  |  |  |   |    |     |     |   |    |    |   | Punti | Pos. |
| ---- | -------- | ------- |  |  |  |  |  |  |  |  |  | - | -- | --- | --- | - | -- | -- | - | ----- | ---- |
| 1995 | Minardi  | M195    |  |  |  |  |  |  |  |  |  | 9 | 10 | Rit | Rit | 9 | 13 | 11 | 6 | 1     | 18º  |

| 1996 | Scuderia | Vettura |     |    |     |    |   |     |     |     |    |     |    |     |    |     |    |    |  | Punti | Pos. |
| ---- | -------- | ------- | --- | -- | --- | -- | - | --- | --- | --- | -- | --- | -- | --- | -- | --- | -- | -- |  | ----- | ---- |
| 1996 | Minardi  | M195B   | Rit | 10 | Rit | 12 | 9 | Rit | Rit | Rit | 12 | Rit | 12 | Rit | 10 | Rit | 16 | 12 |  | 0     |      |

| Legenda | 1º posto     | 2º posto | 3º posto    | A punti         | Senza punti/Non class.  | Grassetto – Pole position Corsivo – Giro più veloce |
| Legenda | Squalificato | Ritirato | Non partito | Non qualificato | Solo prove/Terzo pilota | Grassetto – Pole position Corsivo – Giro più veloce |

### Vetture Sport

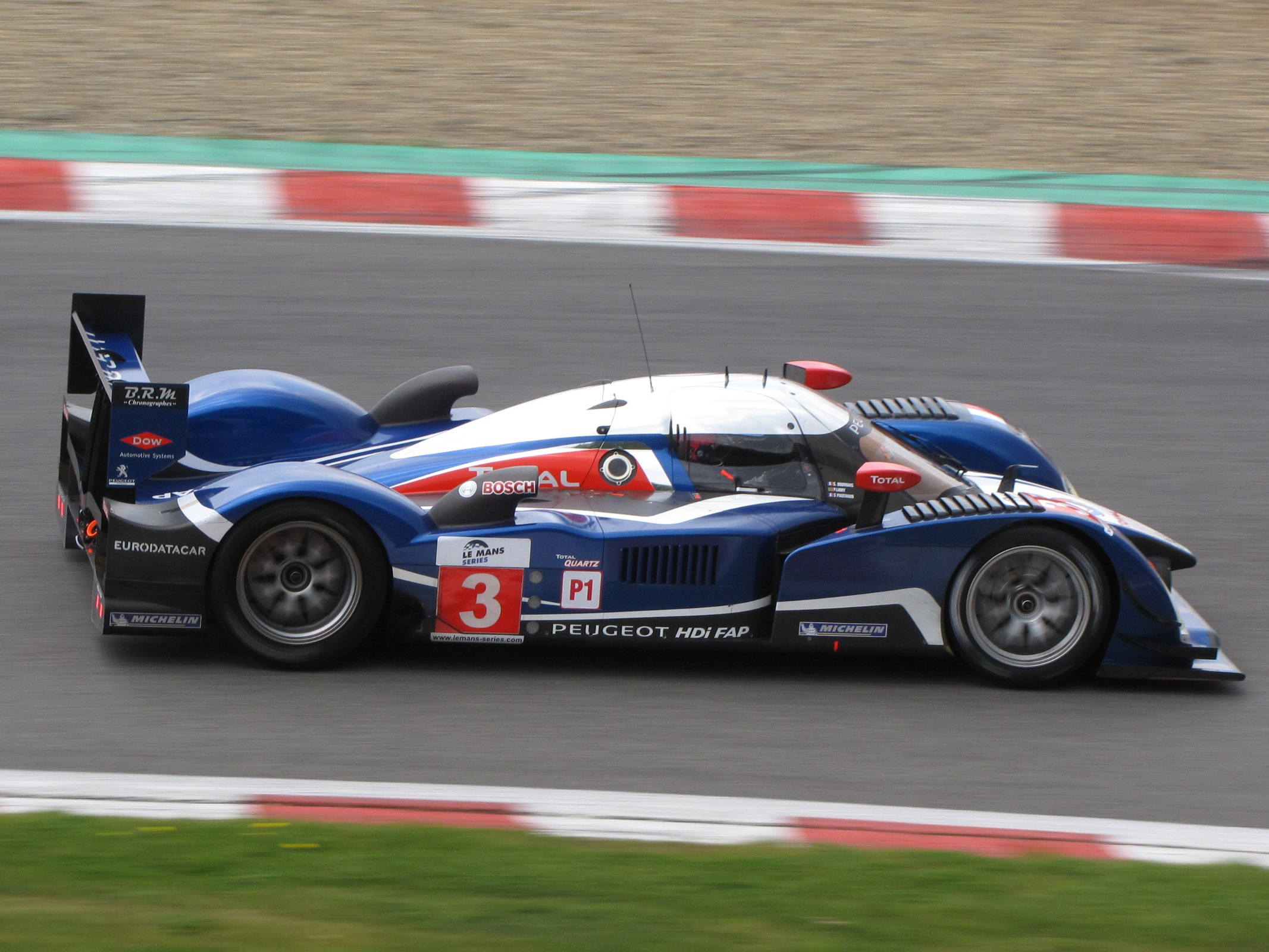
Pedro Lamy su Peugeot 908 alla 1000 km di Spa 2010

Dopo l'esperienza poco fortunata in Formula 1, Lamy si trasferisce nel Campionato FIA GT, dove vince la classe GT2 nel 1998, guidando la Chrysler Viper GTS-R del team Oreca, con questa vettura ottiene la vittoria di classe GT2 alla 24 Ore di Le Mans 1998.
Nel 1999 viene ingaggiato dalla Mercedes-Benz per pilotare una delle sue CLR alla 24 Ore di Le Mans 1999, in gara mentre si trova al 2º posto è costretto a fermarsi in quanto la vettura gemella di Peter Dumbreck compie un pauroso decollo, il team Mercedes-AMG fa rientrare ai box la sua vettura che viene ritirata.
Nel 2001 e 2002 corre a Le Mans guidando la Dallara LMP1 del team Oreca ottenendo un 4º e un 5º posto. Successivamente, vince la 24 Ore del Nürburgring per due anni di fila (2002 e 2003), ottenendo la V8STAR crown nel 2003.
Nel 2004 corre per la BMW Motorsport in alcune corse; partecipa al campionato Le Mans Series vincendo la classe GTS con la Ferrari 550 Maranello del team Larbre Competition.
Nel 2005 diventa pilota ufficiale dell'Aston Martin Racing, per tale squadra disputa il campionato American Le Mans Series guidando una Aston Martin DBR9 allestita dalla Prodrive, disputa anche la Le Mans Series alla guida di una Ferrari 550 Maranello del team Larbre Competition. Nel 2006 continua a correre in AMLS e in LMS, sempre alla guida dell'Aston Martin DBR9, diventa nuovamente campione di classe GT1 nel LMS.
Nel 2007 viene ingaggiato dalla Peugeot come pilota del prototipo Peugeot 908 HDi FAP, con questa squadra disputa il campionato Le Mans Series, che vince in coppia con Stéphane Sarrazin, e la 24 Ore di Le Mans 2007 dove arriva secondo in coppia con Sarrazin e Sébastien Bourdais. Arriva anche 2º alla 24 Ore di Spa guidando una Maserati MC12 del team Vitaphone Racing. Nel 2008 termina la 4º posto il campionato LMS vincendo la 1000 km di Monza e la 1000 km del Nürburgring, alla 24 Ore di Le Mans chiude al 5º posto finale.
Nel 2009 non ottiene vittorie, il suo miglior piazzamento è un 2º posto alla Petit Le Mans di Road Atlanta. Nel 2010 giunge secondo alla 12 Ore di Sebring sempre al volante della Peugeot 908, con la quale vince però la 1000 km di Spa e la Petit Le Mans. Vince nuovamente la 24 Ore del Nurburgring alla guida di una BMW M3 GT2 del BMW Motorsport.